# مارك بريتشارد
مارك بريتشارد (بالإنجليزية: Mark Pritchard)‏ هو لاعب كرة قدم بريطاني في مركز الهجوم، ولد في 23 نوفمبر 1985 في كارديف في المملكة المتحدة. شارك مع منتخب ويلز تحت 19 سنة لكرة القدم ومنتخب ويلز تحت 21 سنة لكرة القدم. أما مع النوادي، فقد لعب مع أكسفورد سيتي وسوانزي سيتي ونادي ألدرشوت تاون ونادي برث ونادي سانت إيلي تاون.

## وصلات خارجية
- مارك بريتشارد على موقع قاعدة بيانات كرة القدم.إي يو (الإنجليزية)
- مارك بريتشارد على موقع Soccerbase.com (لاعب) (الإنجليزية)